# Степановка (Томская область)
Степа́новка — посёлок в Верхнекетском районе Томской области, Россия. Административный центр Степановского сельского поселения.

## География
Посёлок расположен на востоке Верхнекетского района Томской области, среди многочисленных проток и стариц реки Кеть, одна из которых — Утка, протекает через Степановку, деля её на две части, р. Тиболка проходит по окраине посёлка. Также, недалеко от посёлка есть о. Окунёвка, которое является популярным местом у жителей. С райцентром (Белым Яром) Степановку соединяет грунтовая автодорога (местами с участками бездорожья).
| Показатель                                | Янв. | Фев. | Март  | Апр.  | Май  | Июнь | Июль | Авг. | Сен. | Окт. | Нояб. | Дек.  | Год  |
| ----------------------------------------- | ---- | ---- | ----- | ----- | ---- | ---- | ---- | ---- | ---- | ---- | ----- | ----- | ---- |
| Абсолютный максимум, °C                   | 4,0  | 8,0  | 14,6  | 25,6  | 31,9 | 34,5 | 34,0 | 32,4 | 29,5 | 20,2 | 9,2   | 5,0   | 34,5 |
| Абсолютный минимум, °C                    | −53  | −49  | −44,3 | −35,4 | −16  | −5,9 | 0,0  | −2,6 | −9   | −31  | −48,4 | −52,1 | −53  |
| Источник: Абсолютные минимумы и максимумы |      |      |       |       |      |      |      |      |      |      |       |       |      |

## Население
| 2002 | 2010  | 2012  | 2013  | 2014  | 2015  | 2021  |
| ---- | ----- | ----- | ----- | ----- | ----- | ----- |
| 2385 | ↘2344 | ↘2255 | ↘2195 | ↘2178 | ↘2163 | ↘1970 |

Степановка занимает первое место в районе по населению среди сельских населённых пунктов (самым крупным населённым пунктом является Белый Яр, имеющий статус городского поселения).

## Социальная сфера и экономика
В посёлке есть фельдшерско-акушерский пункт, средняя общеобразовательная школа, почтовое отделение, Дом культуры и библиотека.
Основа местной экономической жизни — сельское хозяйство, рыболовство и розничная торговля.
В 2004—2013 гг. в посёлке действовала селькупская община «Родник».